# Leslie Malton

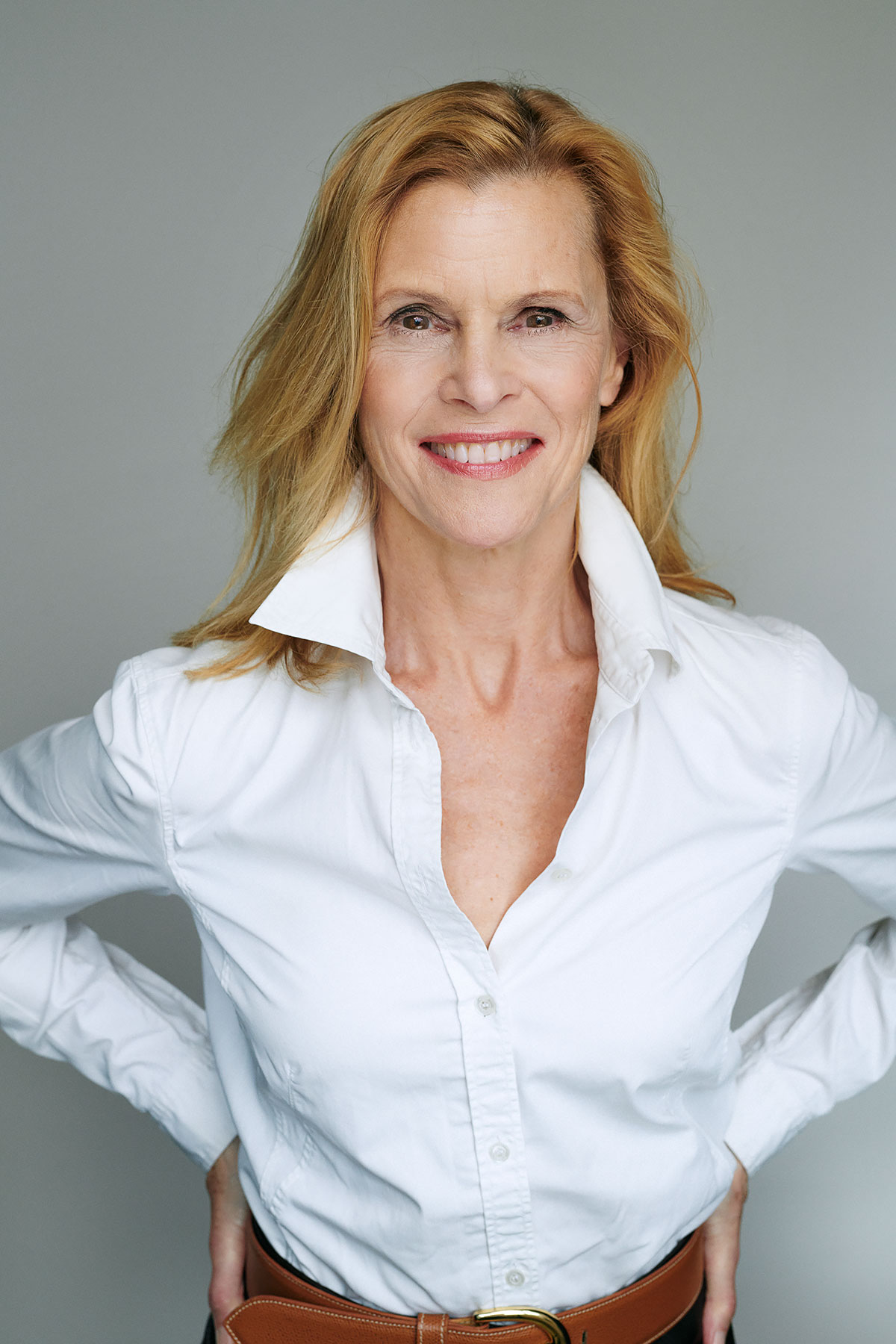
Leslie Malton, 2025

Leslie Antonia Malton (* 15. November 1958 in Washington, D.C.) ist eine US-amerikanisch-deutsche Schauspielerin, Synchronsprecherin, Hörbuch- sowie Hörspielsprecherin. Sie begann ihre Karriere am Wiener Burgtheater und wurde 1993 in Dieter Wedels Vierteiler Der große Bellheim einem breiten Publikum bekannt. Malton spielte bislang in über 140 Film- und Fernsehproduktionen mit und ist derzeitige Vorsitzende des Bundesverbandes Schauspiel (BFFS).

## Privatleben
Leslie Malton ist Tochter des US-amerikanischen Diplomaten Charles Trafford Malton und der Wiener Maklerin Helga Barbara Buzzetti. Ihre ersten fünf Lebensjahre verbrachte sie in den USA. Ihre Schul- und Jugendzeit verbrachte sie in Wien, wo sie die American International School besuchte und ihr Abitur absolvierte. Bereits mit 14 Jahren hatte sie den Wunsch, Schauspielerin zu werden, und nahm Schauspielunterricht am Emerson College in Boston sowie an der Royal Academy of Dramatic Art in London. Sie hat eine elf Monate jüngere Schwester, die am Rett-Syndrom erkrankt ist. 2015 erschien auch das gemeinsam mit Roswitha Quadflieg geschriebene Buch Brief an meine Schwester, in dem sie die Geschichte ihrer Schwester und der Beziehung zueinander schildert.
Malton ist seit 1995 mit dem Schauspieler Felix von Manteuffel verheiratet und lebt mit ihm in Berlin. Seit 2019 hat sie neben der US-amerikanischen auch die deutsche Staatsbürgerschaft.

## Karriere

### Theater
Ihre Karriere begann Malton am Theater. Von 1985 an war sie jahrelang Mitglied des Wiener Burgtheaters, wo sie zunächst als Ophelia in William Shakespeares Hamlet auftrat (Titelrolle Klaus Maria Brandauer; Regie Hans Hollmann). Später war sie oft in Inszenierungen von George Tabori zu sehen. 2015 spielte sie im St. Pauli Theater in der Mittelstandskomödie „Eine Stunde Ruhe“ eine Hauptrolle neben Herbert Knaup.

### Film und Fernsehen
Malton gab 1980 ihr Filmdebüt in Ulrich Schamonis Filmdrama Das Traumhaus, indem sie die Rolle der Esther spielte. Für ihre erste internationale Kinoproduktion wurde sie 1984 von dem japanischen Regisseur Masato Harada für den Rennfahrerfilm Races verpflichtet. In dieser japanisch-deutschen Koproduktion spielte sie die weibliche Hauptrolle an der Seite von Hiroyuki Watanabe, Claus Theo Gärtner, Deborah Sasson, Stuart Wolfe, Dean Reed und Patrick Stewart.
1990 erhielt sie den Goldene Kamera Nachwuchspreis für ihre drei Hauptrollen in Parfüm für eine Selbstmörderin (La Mort a dit peut-être), Die Kupferfalle und Gefährliche Verführung (Plagio / Il piccolo popolo). Ihren Durchbruch für das deutsche Publikum hatte sie 1992 mit ihrer Rolle der Gudrun Lange in Dieter Wedels Vierteiler Der große Bellheim, für die sie 1993 mit dem Bayerischen Fernsehpreis und dem Telestar ausgezeichnet wurde.
Seit 1981 übernimmt sie regelmäßig in zahlreichen Fernsehserien und -reihen, u. a. in Tatort, Schwarz Rot Gold, Der Alte, Polizeiruf 110, Siska, Donna Leon, Wilsberg, Unter anderen Umständen, Ein starkes Team und Familie Bundschuh, Gastrollen. Von 2018 bis 2019 war sie in der RTL-Sitcom Beste Schwestern neben Mirja Boes und Sina Tkotsch als deren Serienmutter Gabriele Schönstein zu sehen. Im selben Zeitraum spielte sie in der vierteiligen ARD-Fernsehserie Weingut Wader als Käthe Wader in einer der Hauptrollen.

### Sprecharbeiten
Malton betätigt sich neben ihrer Arbeit auf der Bühne und vor der Kamera auch als Synchronsprecherin, Hörbuch- sowie Hörspielsprecherin. 2021 erschien unter dem Titel Das ABC des schönen Mordens nach einer Vorlage von Kai Magnus Sting ein gemeinsames Hörspiel mit ihrem Ehemann von Manteuffel.

## Soziales Engagement
Leslie Malton unterstützte 2011 ehrenamtlich das Projekt Deutsche Winterreise des Autors Stefan Weiller als Sprecherin. Das Projekt macht seit dem Jahr 2009 – in Zusammenarbeit mit Einrichtungen wie dem Diakonischen Werk – bei Benefizveranstaltungen städtebezogen in einem Lieder- und Textzyklus insbesondere auf die Situation von Wohnungslosen aufmerksam.
Seit 2013 ist sie Botschafterin für Kinder mit Rett-Syndrom in Deutschland.

## Filmografie

### Kino
- 1980: Das Traumhaus
- 1981: Die Ortliebschen Frauen
- 1981: Possession
- 1982: Der Zauberberg
- 1983: Ente oder Trente
- 1984: Races
- 1988: Der Passagier – Welcome to Germany
- 1998: Jimmy the Kid
- 2006: Neun Szenen
- 2006: FC Venus – Angriff ist die beste Verteidigung
- 2008: Unschuld
- 2008: Lauf um Dein Leben – Vom Junkie zum Ironman
- 2008: Warten auf Angelina
- 2010: Renn, wenn du kannst
- 2012: Offroad
- 2012: 3 Zimmer/Küche/Bad
- 2013: Da geht noch was
- 2015: Taxi
- 2017: Happy Burnout
- 2017: Dieter Not Unhappy
- 2023: Wochenendrebellen

### Fernsehfilme
- 1982: Blut und Ehre – Jugend unter Hitler (Vierteiler)
- 1982: Die Unerreichbare
- 1983: Kinder unseres Volkes
- 1983: In der Sackgasse
- 1984: Blaubart
- 1986: Ticket nach Rom
- 1986: Das Totenreich
- 1988: Rausch der Verwandlung (Zweiteiler)
- 1989: Das Lied der Taube
- 1989: Ein gemachter Mann
- 1990: Parfüm für eine Selbstmörderin
- 1990: Gefährliche Verführung (Il piccolo popolo)
- 1990: Die Kupferfalle
- 1993: Der große Bellheim (Vierteiler)
- 1993: Die Umarmung des Wolfes
- 1993: Die Elefantenbraut
- 1995: Ich, der Boß
- 1995: Ärztin in Angst
- 1996: Der Tourist
- 1996: Nach uns die Sintflut
- 1998: Schock – Eine Frau in Angst
- 1998: Midnight Flight – Alptraum im Airport (Midnight Flight)
- 1998: Eine gefährliche Mission
- 1999: Herzlos
- 1999: Nora
- 1999: Sturmzeit (Fünfteiler, 2 Filme)
- 2000: Fremde Verwandte (Zweiteiler)
- 2000: Schweigen ist Gold
- 2001: Klassentreffen – Mordfall unter Freunden
- 2001: Hand in Hand
- 2002: Erste Liebe
- 2004: Das unbezähmbare Herz
- 2006: Die Kinder der Flucht (Dreiteiler, 3. Film Breslau brennt!)
- 2008: Alter vor Schönheit
- 2008: Ein starker Abgang
- 2010: Kreutzer kommt
- 2010: Familie Fröhlich – Schlimmer geht immer
- 2012: Halbe Hundert
- 2012: Komm, schöner Tod
- 2013: Stille
- 2014: Die Zeit mit Euch
- 2016: Winnetou – Der Mythos lebt (Dreiteiler)
- 2017: Schwarzbrot in Thailand
- 2018: Die Auferstehung
- 2019: Ein verhängnisvoller Plan
- 2019: Stillstehen
- 2020: Mein Altweibersommer
- 2019: Ottilie von Faber-Castell – Eine mutige Frau (Zweiteiler)
- 2021: Goldjungs
- 2022: Die Gänseprinzessin
- 2023: Die Frau im Meer (Fernsehzweiteiler)
- 2024: Endlich Witwer – Griechische Odyssee
- 2024: Zitronenherzen
- 2025: Verhängnisvolle Leidenschaft Sylt

### Fernsehserien und -reihen
- 1981: Tatort: Beweisaufnahme
- 1984: Schwarz Rot Gold (Folge Um Knopf und Kragen)
- 1984: Gespenstergeschichten (Folge Schatten des Zweifels)
- 1992–2008: Der Alte (verschiedene Rollen, 6 Folgen)
- 1994: Polizeiruf 110: Gespenster
- 1997: Tatort: Mordsgeschäfte
- 1999: Rosa Roth – Die Retterin
- 1999–2006: Siska (verschiedene Rollen, 7 Folgen)
- 2000: Die Verbrechen des Professor Capellari – Das Traumhaus
- 2001: SK Kölsch (Folge Vätersorgen)
- 2001: MythQuest (5 Folgen)
- 2002: Der Bulle von Tölz: Schlusspfiff
- 2003: Donna Leon – Venezianisches Finale
- 2004: Donna Leon – Acqua Alta
- 2004: Der letzte Zeuge (Folge Die sich nach Liebe sehnen)
- 2004: Wilsberg: Tod einer Hostess
- 2004: Tatort: Teufel im Leib
- 2007: Der Staatsanwalt – Glückskinder
- 2007: Der Dicke (Folge Falsche Fährten)
- 2009, 2016: SOKO Stuttgart (verschiedene Rollen, 2 Folgen)
- 2010: Notruf Hafenkante (Folge Die tätowierte Frau)
- 2011: Dora Heldt: Tante Inge haut ab
- 2012: Die Rosenheim-Cops (Folge Der große Preis von Rosenheim)
- 2013: SOKO Wismar (Folge Klassentreffen)
- 2013: Tatort: Borowski und der Engel
- 2014: Wilsberg: Mundtot
- 2014: Joachim Vernau: Der Mann ohne Schatten
- 2014: Letzte Spur Berlin (Folge Sieben Leben)
- 2015: Ein Fall für zwei (Folge Aus Mangel an Beweisen)
- 2016: Unter anderen Umständen: Das Versprechen
- 2016: Katie Fforde: Das Schweigen der Männer
- 2016: Blockbustaz (Folge Eltern)
- 2016: Der Zürich-Krimi: Borcherts Fall
- 2016: Schwarzach 23 und die Jagd nach dem Mordsfinger
- 2016: Tempel (zwei Folgen)
- 2018: Marie Brand und der schwarze Tag
- 2018: Donna Leon – Endlich mein
- 2018–2019: Beste Schwestern (16 Folgen)
- 2018–2019: Weingut Wader (4 Folgen)
- 2021: Unbroken (6 Folgen)
- 2021: Ein starkes Team: Sterben auf Probe
- 2021: Familie Bundschuh – Woanders ist es auch nicht ruhiger
- 2022: Süßer Rausch Die Familie und Das Erbe (2 Folgen)
- 2022: Solo für Weiss – Todesengel (Fernsehreihe)
- 2023: Die Drei von der Müllabfuhr: Altlasten (Fernsehreihe)
- 2024: Tatort: Was bleibt (Fernsehreihe)
- 2024: Tatort: Diesmal ist es anders (Fernsehreihe)
- 2025: Der Staatsanwalt – Verfeindet

### Synchronrollen
- 1998:  Alptraum im Airport (als Angela Sullivan)
- 1999:  Fremde Verwandte (als Andrea)

## Theatrografie (Auswahl)
- 1985: Hamlet von William Shakespeare, Regie: Hans Hollmann, Burgtheater Wien.
- 1987: Mein Kampf, Regie: George Tabori, Burgtheater Wien.
- 1988: Zum zweiten Mal, Regie: George Tabori, Theater Der Kreis.
- 1989: Weissmann und Rotgesicht, Regie: George Tabori, Burgtheater Wien.
- 1989: Verliebte und Verrückte, Regie: George Tabori, Theater Der Kreis.
- 1991: Nathans Tod, frei nach Gotthold Ephraim Lessing, Regie: George Tabori, Residenztheater München.
- 1993: Der Großinquisitor,  Regie: George Tabori, Residenztheater München.
- 1993: Die Dame von Maxime, Regie: Achim Benning, Schauspielhaus Zürich.
- 1993: Oleanna nach David Mamet, Regie: Jens-Daniel Herzog, Schauspielhaus Zürich.
- 1998: Der Freigeist, Regie: Felix Benesch, Schauspielhaus Zürich.
- 1999: Hautnah, Regie: Gerd Böckmann, Hamburger Kammerspiele.
- 2001: Liebesruh, Regie: Jan Neumann, Schauspielhaus (Frankfurt am Main)

## Hörspiele und Features (Auswahl)
- 1991: George Tabori: Wie man glücklich wird, ohne sich zu verausgaben (Amanda) – Regie: Jörg Jannings (Hörspiel – RIAS/SWF)
- 1996: Dacia Maraini: Stimmen (Ludovika) – Regie: Götz Fritsch (WDR)
- 1997: Konrad Hansen: Ein schöner Abgang (Barbara) – Regie: Klaus Dieter Pittrich (Kriminalhörspiel – WDR)
- 2001: Irina Wittmer: Leonies Schirm – Regie: Ursula Weck (Hörspiel) Deutschlandradio Berlin DLR
- 2002: Elias Canetti: Die Blendung – Regie: Robert Matejka (Hörspiel (2 Teile) – DLR Berlin/BR/ORF)
- 2002: May B. Lund: Fingerübungen – Bearbeitung und Regie: Irene Schuck (Kriminalhörspiel – DLR Berlin)
- 2006: Philippe Bruehl: Toulouse Confidential – Regie: Philippe Bruehl (Hörspiel – SWR)
- 2007: Bernd Schmidt: Tod im Bild. Der Fall Fabritius – Regie: Stefan Hilsbecher (Hörspiel – SWR)
- 2011: Évelyne de la Chenelière: Die Füße der Engel – Regie: Ulrike Brinkmann (Hörspiel – SR/DKultur)
- 2014: Lisbeth Jessen: Guten Tag auf Polnisch – Regie: Lisbeth Jessen (Radio-Feature – DKultur/WDR)
- 2014: Esther Dischereit: Blumen für Otello – Regie: Giuseppe Maio (Hörspiel – DKultur)
- 2016: Kathrin Röggla: Normalverdiener – Regie: Leopold von Verschuer. (BR Hörspiel und Medienkunst)
- 2021: Kai Magnus Sting: Das ABC des schönen Mordens (Hörspiel, gemeinsam mit Felix von Manteuffel), der Hörverlag & Audible, ISBN 978-3-8445-3492-4

## Hörbücher (Auswahl)
- 2009: Ja, ich will!: Geschichten und Gedichte zur Hochzeit (gemeinsam mit Felix von Manteuffel), Der Audio Verlag, ISBN 978-3-89813-831-4
- 2015: Brief an meine Schwester (Autorenlesung), Aufbau Audio, ISBN 978-3-945733-10-3
- 2017: Claire Fuller: Eine englische Ehe (gemeinsam mit Heikko Deutschmann), OSTERWOLDaudio, ISBN 978-3-86952-342-2
- 2019: Margaret Atwood: Die Zeuginnen (Gemeinsam mit Eva Meckbach, Inka Löwendorf, Vera Teltz und Julian Mehne), OSTERWOLDaudio, ISBN 978-3-86952-433-7
- 2020: Jane Gardam: Robinsons Tochter, Hörbuch Hamburg, ISBN 978-3-95713-221-5
- 2021: Esther Vilar: Der dressierte Mann, Der Audio Verlag, ISBN 978-3-7424-1906-4
- 2022: Jane Gardam: Mädchen auf den Felsen, Hörbuch Hamburg, ISBN 978-3-95713-271-0
- 2022: Diane Cook: Die neue Wildnis, Der Audio Verlag, ISBN 978-3-7424-2585-0 (Hörbuch-Download, mit Birte Schnöink)
- 2023: Rachel Joyce: Die erstaunliche Entdeckungsreise der Maureen Fry, Argon Verlag & BookBeat, ISBN 978-3-7324-2065-0 (Die Harold-Fry-Trilogie, Band 3)
- 2024: Matt Haig: Die Unmöglichkeit des Lebens, Argon Verlag, ISBN 978-3-7324-2128-2 (Roman, Hörbuch-Download)

## Auszeichnungen
- 1986: Deutscher Darstellerpreis Chaplin-Schuh des Bundesverbandes deutscher Film- und Fernsehregisseure e. V. als beste Nachwuchsschauspielerin
- 1990: Goldene Kamera (Lilli-Palmer-Gedächtniskamera) als Beste Nachwuchsschauspielerin für Parfüm für eine Selbstmörderin, Gefährliche Verführung und Kupferfalle
- 1993: Bayerischer Fernsehpreis in der Kategorie Beste Schauspielerin – Serien und Reihen für die Darstellung der Gudrun Lange in Der große Bellheim
- 1993: Telestar in der Kategorie Beste Schauspielerin für die Darstellung der Gudrun Lange in Der große Bellheim
- 2013: Rolf-Mares-Preis in der Kategorie Herausragende Leistung Darstellerin/Sängerin/Tänzerin für die Darstellung der Dorine in Tartuffe im Ernst Deutsch Theater[8]